# English Rain
English Rain è il primo album in studio della cantante britannica Gabrielle Aplin, pubblicato nel 2013.

## Tracce
1. Panic Cord – 3:25
2. Keep on Walking – 2:52
3. Please Don't Say You Love Me – 3:00
4. How Do You Feel Today? – 3:46
5. Home – 4:07
6. Salvation – 4:10
7. Ready to Question – 3:18
8. The Power of Love – 4:06
9. Alive – 4:11
10. Human – 3:26
11. November – 4:06
12. Start of Time – 4:01
13. Take Me Away – 2:53